# Akito Fukumori
Akito Fukumori (jap. 福森 晃斗 Fukumori Akito; ur. 16 grudnia 1992) – japoński piłkarz występujący na pozycji obrońcy, zawodnik Hokkaido Consadole Sapporo.

## Życiorys

### Kariera klubowa
Od 2011 roku występował w klubach Kawasaki Frontale i Hokkaido Consadole Sapporo.
1 lutego 2017 podpisał kontrakt z japońskim klubem Hokkaido Consadole Sapporo, umowa do 31 stycznia 2020.

## Sukcesy

### Klubowe
Hokkaido Consadole Sapporo
- Zwycięzca J2 League: 2016
- Zdobywca drugiego miejsca Pucharu Ligi Japońskiej: 2019